# Дмитровски район
Дмитровски район е административен район на Северен окръг в Москва.